# 동두천시·양주시·연천군 을
동두천시·양주시·연천군 을은 대한민국의 국회의원 선거구이다. 경기도 양주시의 일부 지역과 동두천시와 연천군의 전 지역을 관할한다. 현 지역구 국회의원은 국민의힘의 김성원이다.

## 역사
제22대 국회의원 선거를 앞두고 선거구 개편으로 인해 양주시 은현면, 남면이 동두천시·연천군 선거구에 편입되면서 신설되었다.

## 관할 구역
| 대수  | 관할 구역                                     |
| ----- | --------------------------------------------- |
| 22대~ | 양주시 은현면, 남면 동두천시 일원 연천군 일원 |

## 역대 국회의원
| 선거   | 정당 | 정당     | 의원   |
| ------ | ---- | -------- | ------ |
| 2024년 |      | 국민의힘 | 김성원 |

## 역대 선거 결과

### 대한민국 제22대 국회의원 선거
|  | 53.70% |

|  | 46.29% |

## 같이 보기
- 동두천시의 국회의원
- 양주시의 국회의원
- 연천군의 국회의원